# Campeonato Mundial de Tiro con Arco al Aire Libre de 2007
El XLIV Campeonato Mundial de Tiro con Arco se celebró en Leipzig (Alemania) entre el 7 y el 15 de julio de 2007 bajo la organización de la Federación Internacional de Tiro con Arco (FITA) y la Federación Alemana de Tiro con Arco.
Las competiciones se desarrollaron en el campo de tiro con arco acondicionado en el parque Festwiese, en el centro de la ciudad alemana.

## Medallistas

### Masculino
| Evento                    | Oro                                                       | Plata                                                | Bronce                                                    |
| ------------------------- | --------------------------------------------------------- | ---------------------------------------------------- | --------------------------------------------------------- |
| Arco recurvo individual   | Im Dong-Hyun Corea del Sur                                | Balzhinima Tsyrempilov · Rusia                       | Alan Wills Reino Unido                                    |
| Arco recurvo por equipo   | Im Dong-Hyun Kim Yeon-Chul Lee Chang-Hwan Corea del Sur   | Laurence Godfrey Simon Terry Alan Wills Reino Unido  | Kuo Cheng-Wei Liu Ming-Huang Wang Cheng-Pang China Taipéi |
| Arco compuesto individual | Dietmar Trillus · Canadá                                  | Braden Gellenthien Estados Unidos                    | Martin Damsbo Dinamarca                                   |
| Arco compuesto por equipo | Braden Gellenthien Reo Wilde Rodger Willet Estados Unidos | Patrick Coghlan Clint Freeman Robert Timms Australia | Fredrik Lindblad · Morgan Lundin · Anders Malm · Suecia   |

### Femenino
| Evento                    | Oro                                                           | Plata                                                         | Bronce                                                        |
| ------------------------- | ------------------------------------------------------------- | ------------------------------------------------------------- | ------------------------------------------------------------- |
| Arco recurvo individual   | Natalia Valeeva · Italia                                      | Park Sung-Hyun Corea del Sur                                  | Natalia Erdyniyeva · Rusia                                    |
| Arco recurvo por equipo   | Choi Eung-Young Lee Tuk-Young Park Sung-Hyun Corea del Sur    | Shen Hsiao-Chun Wu Hui-Ju Yuan Shu-Chi China Taipéi           | Charlotte Burgess Naomi Folkard Alison Williamson Reino Unido |
| Arco compuesto individual | Eugenia Salvi · Italia                                        | Albina Loguinova · Rusia                                      | Amandine Bouillot Francia                                     |
| Arco compuesto por equipo | Catheline Dessoy · Petra Haemhouts · Gladys Willems · Bélgica | Anastasia Anastasio · Eugenia Salvi · Giorgia Solato · Italia | Erika Anschutz Kendal Nicely Jamie van Natta Estados Unidos   |

## Medallero
| Núm. | País           | Oro | Plata | Bronce | Total |
| ---- | -------------- | --- | ----- | ------ | ----- |
| 1    | Corea del Sur  | 3   | 1     | 0      | 4     |
| 2    | Italia         | 2   | 1     | 0      | 3     |
| 3    | Estados Unidos | 1   | 1     | 1      | 3     |
| 4    | Bélgica        | 1   | 0     | 0      | 1     |
| 5    | Canadá         | 1   | 0     | 0      | 1     |
| 6    | Rusia          | 0   | 2     | 1      | 3     |
| 7    | Reino Unido    | 0   | 1     | 2      | 3     |
| 8    | China Taipéi   | 0   | 1     | 1      | 2     |
| 9    | Australia      | 0   | 1     | 0      | 1     |
| 10   | Dinamarca      | 0   | 0     | 1      | 1     |
| 10   | Francia        | 0   | 0     | 1      | 1     |
| 10   | Suecia         | 0   | 0     | 1      | 1     |
|      | TOTAL          | 8   | 8     | 8      | 24    |